# Jaenischgambiet op c4
Het Jaenischgambiet op c4 is een schaakvariant op de Engelse opening. Het gambiet is bestudeerd door Carl Jaenisch. De beginzetten van het gambiet zijn 1. c4 b5. Er bestaat ook een Jaenischgambiet in de Spaanse opening.
Het doel voor zwart met dit gambiet is om de fianchetto op b7 snel mogelijk te maken om daarmee het centrum te ondersteunen. Zwart krijgt meestal wel het centrum in handen, maar moet vaak veel moeite doen om de gambietpion terug te winnen. Wit heeft aan de andere kant veel vrij spel op de damevleugel.
De ECO-code van de opening is A10. De winstkansen voor zwart is volgens de schaakdatabase Chessbase 34%. Het percentage zakt naar 32% als wit het gambiet accepteert (2. cxb5).